# Anders Retzius
Pour les articles homonymes, voir Retzius.
Anders Adolf Retzius, né le 13 octobre 1796 à Lund et mort le 18 avril 1860 à Stockholm, est un anatomiste et professeur d’anatomie suédois, qui fut aussi directeur d’études à l’Institut Karolinska de Stockholm, en Suède.

## Biographie
Inscrit à l'université de Lund en 1812, il y étudia la médecine et la chirurgie, tout en suivant également des cours d’anatomie comparée à l’Université de Copenhague.
 
Ayant obtenu son titre de docteur en médecine en 1818, il devient rapidement, dès 1824, grâce à son ami Jöns Jakob Berzelius, professeur temporaire d’anatomie à l'Institut Karolinska, une université de médecine à laquelle il se consacre durant de nombreuses années. En 1830, il y devient directeur d’études temporaire avant de devenir en 1840 professeur ordinaire et directeur d’études ordinaire.
C’est avec un zèle infatigable que durant les dix années suivantes il étudie l’anatomie, découvrant la partie fine des dents, étudiant les crânes, les muscles et le système nerveux.
L’espace rétropubien porte désormais son nom que l’on retrouve également dans les cellules de Cajal-Retzius du télencéphale embryonnaire, des cellules dont la durée de vie est transitoire.
L'émail des dents quand il est observé en coupe transversale au microscope laisse apparaître des stries dites stries de Retzius.

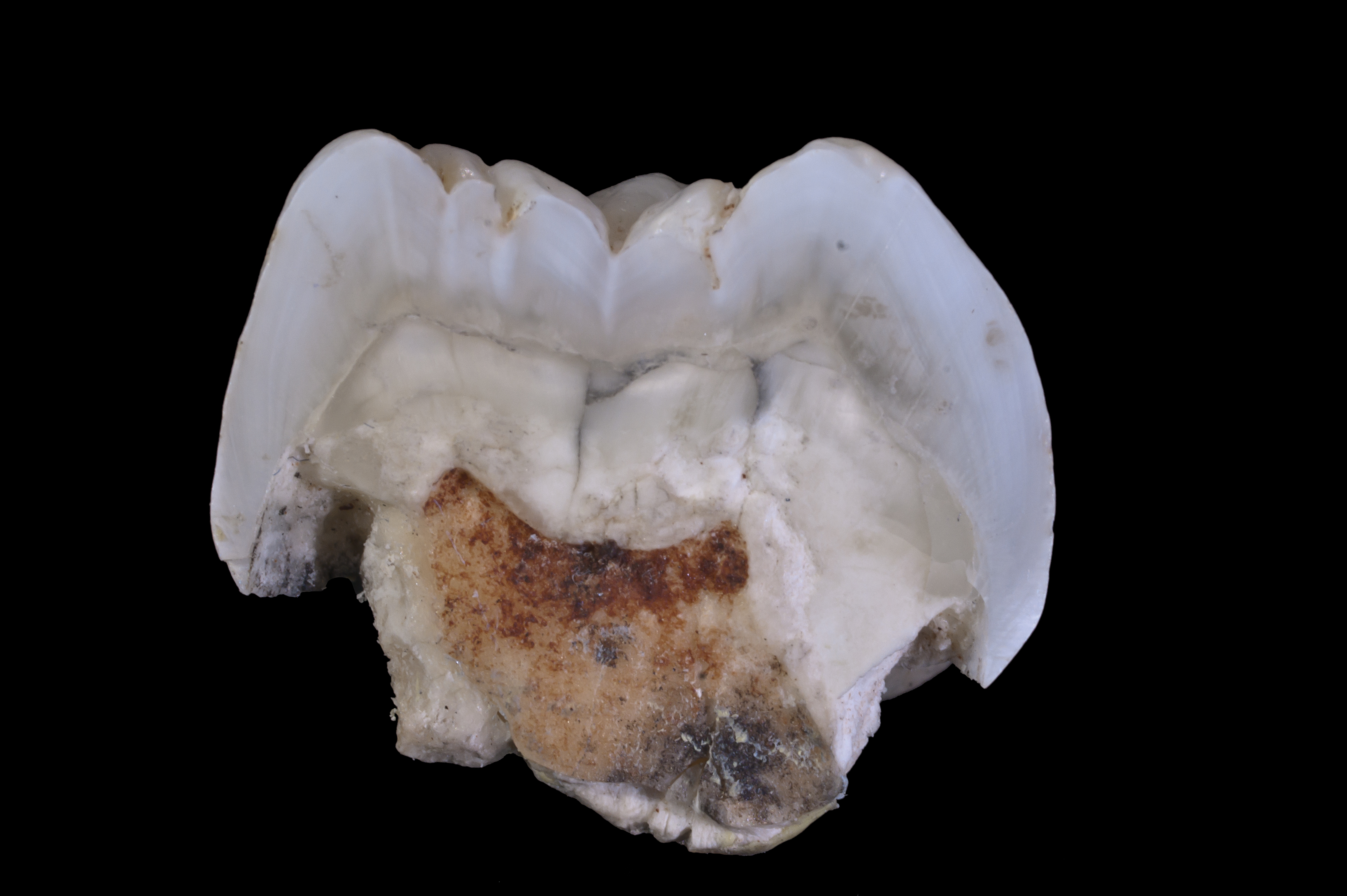
Dent de paranthropus montrant les stries de Retzius

L’anthropologie physique et la craniométrie lui doivent d’avoir imaginé un « indice céphalique » qui lui permettait de classer les groupes humains en dolichocéphales (qu’il nommait touraniques), brachycéphales (qu’il nommait iraniques) et mésocéphales.
En s’engageant dans la lutte anti-alcoolique à une époque où l’alcoolisme commence à faire des ravages en Suède, il étudie les effets nocifs de l’alcool et on lui doit également la description des anastomoses porto-rétropéritonéales qui existent en arrière du duodénum, formant un shunt porto-cave en cas d’hypertension portale et qui portent le nom de veines de Retzius.
Fils de Anders Jahan Retzius (1742-1821), il est le père de Gustaf Magnus Retzius (1842-1919).